# Єдльня
Єдльня (пол. Jedlnia) — село в Польщі, у гміні Пйонки Радомського повіту Мазовецького воєводства.
Населення — 644 особи (2011).

## Демографія
Демографічна структура станом на 31 березня 2011 року:
|          | Загалом | Допрацездатний вік | Працездатний вік | Постпрацездатний вік |
| -------- | ------- | ------------------ | ---------------- | -------------------- |
| Чоловіки | 319     | 75                 | 210              | 34                   |
| Жінки    | 325     | 75                 | 181              | 69                   |
| Разом    | 644     | 150                | 391              | 103                  |